# VfB Sperber Neukölln
Maillots
Dernière mise à jour : 7 mai 2011.
Le VfB Sperber Neukölln est un club allemand de football, localisé dans la commune et l'arrondissement de Neukölln à Berlin.
Le club tire son nom et sa forme actuelle d'une fusion, survenue en 1998, entre le VfB Neukölln et le Neuköllner SC Sperber.

## Localisation

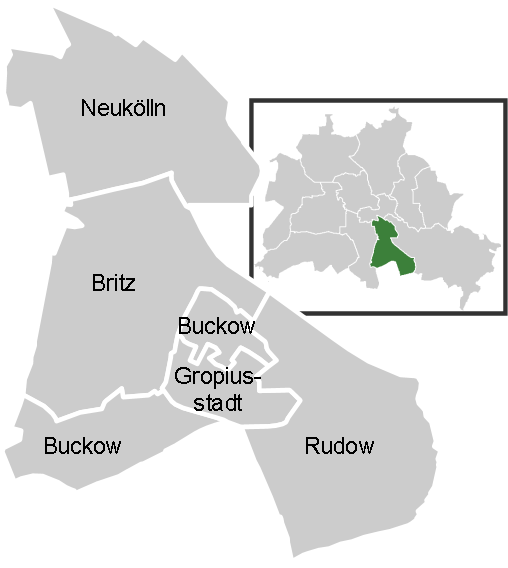
localisation de l'arrondissement de Neukölln
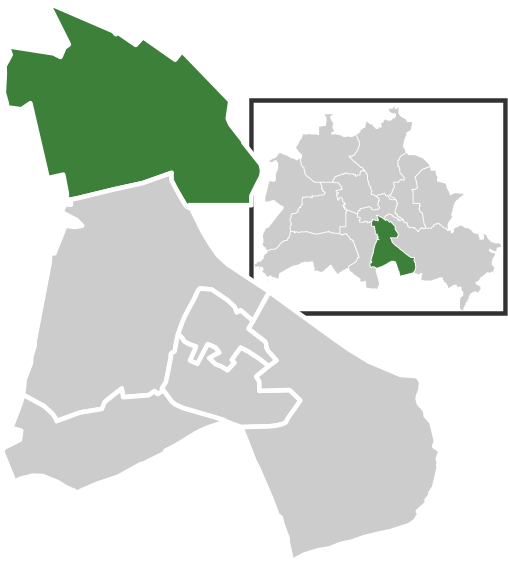
uartiers de l'arrondissement de Neukölln

## Histoire

### VfB Neukölln
Le VfB Neukölln fut fondé sous cette appellation le 25 septembre 1921.
En 1925, le club fusionna avec le Berliner SC Rekord mais cette union fut arrêtée un an plus tard et chaque club reprit une route distincte. Contrairement à ses rivaux locaux tels que le Neuköllner FC Südstern ou le 1. FC Neukölln, le "VfB" ne joua aucun rôle en vue avant la Seconde Guerre mondiale.
En 1945, le club fut dissous par les Alliés, comme tous les clubs et associations allemands (voir Directive n°23). Contrairement à d'autres entités, le cercle ne fut pas immédiatement reconstitué sous forme d'un Sportgruppe. Il ne reprit ses activités qu'à partir de 1949 et conserva son nom d'avant-guerre.
Le VfB Neukölln resta dans les ligues berlinoises inférieures jusqu'au terme des années 1960.
En 1974, le club devint un des fondateurs de l'Oberliga Berlin, une ligue située à ce moment au 3e niveau de la hiérarchie. Relégué en 1977, il remonta un an plus tard mais redescendit après une saison. En 1985, il réapparut en Oberliga pour un nouveau bail de trois championnats.
Par la suite, le club recula dans la hiérarchie et ne parvint plus à approcher les plus hautes ligues. En 1998, le VfB Neukölln fusionna avec le Neuköllner SC Sperber pour former le VfB Sperber Nukölln.

### VfB Sperber Neukölln
En 2008, le VfB Sperber Neukölln remonta en Landesliga Berlin.
En 2010-2011, le VfB Sperber Neukölln évolue en Landesliga Berlin (Groupe 2), soit au 7e niveau de la hiérarchie de la DFB. Complètement largué à la dernière place, il ne peut éviter la descente en Bezirksliga.

## Référence
- (de) Cet article est partiellement ou en totalité issu de l’article de Wikipédia en allemand intitulé « VfB Sperber Neukölln » (voir la liste des auteurs).

### Source
- Hardy Grüne: Enzyklopädie des deutschen Ligafußballs - AGON Sportverlag, Kassel 2001,  (ISBN 3-89784-147-9).